# Ryō Okui
Ryō Okui (jap. 奥井 諒 Okui Ryō; ur. 7 marca 1990) – japoński piłkarz występujący na pozycji pomocnika. Obecnie występuje w Omiya Ardija.

## Kariera klubowa
Od 2012 roku występował w klubach Vissel Kobe i Omiya Ardija.